# Яновиці (Тарновський повіт)
Яновиці (пол. Janowice) — село в Польщі, у гміні Плесьна Тарновського повіту Малопольського воєводства.
Населення — 1196 осіб (2011).
У 1975-1998 роках село належало до Тарновського воєводства.

## Демографія
Демографічна структура станом на 31 березня 2011 року:
|          | Загалом | Допрацездатний вік | Працездатний вік | Постпрацездатний вік |
| -------- | ------- | ------------------ | ---------------- | -------------------- |
| Чоловіки | 606     | 129                | 412              | 65                   |
| Жінки    | 590     | 124                | 336              | 130                  |
| Разом    | 1196    | 253                | 748              | 195                  |